# Anders Hennig

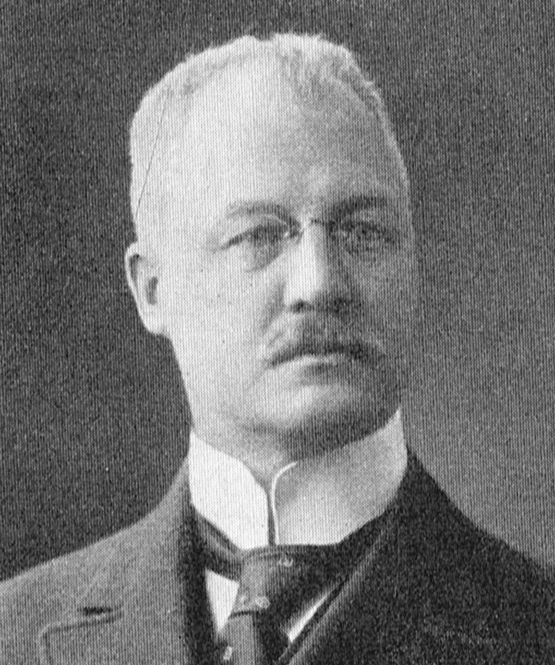
Anders Hennig

Anders Henning Hennig (* 22. Mai 1864 in Jönköping; † 19. April 1918) war ein schwedischer Geologe, Petrograph und Paläontologe.

## Leben
Hennig begann sein Studium 1883. Nach der Promotion an der Universität Lund 1892 war er dort Dozent für Geologie und ab 1907 für Hydrographie. Er war auch in der Lehrerfortbildung, am Naturhistorischen Reichsmuseum und für die Geologische Landesaufnahme von Schweden tätig. Studienreisen führten ihn nach Deutschland, Holland, Belgien, Frankreich, Österreich und Italien. Er bearbeitete die geologisch-paläontologische Seite der Tibet-Monographie von Sven Hedin (Zur Petrographie und Geologie von Südwest-Tibet 1915). 1911 erhielt er den Professorentitel.
Er untersuchte unter anderem fossile Korallen, Muscheln, Bryozoen (Moostierchen) und Echinodermen (Seeigel) vom Silur bis Kreide, Tertiär und Quartär. Insbesondere befasste er sich mit der Geologie von Schonen.
1900 wurde er Mitglied der Königlichen Physiographischen Gesellschaft in Lund. Er besprach ab 1898 schwedische geologische Literatur für das Neue Jahrbuch für Mineralogie, Geologie und Paläontologie.

## Schriften
- Skrifkritan i Skane, Geol. förens Förhandl.
- Baltiska yngre kritans bildningshistoria, Geol. förens Förhandl.
- Studier öfver Skanes ytskulptur 1. Odensjön, Finnes en lucka emellan Senon och Danien i Danmark? Geol. förens Förhandl.
- Geologischer Führer durch Schonen. Borntraeger, Sammlung Geologischer Führer, 1900, archive.org
- Lärobok i geologi för realskolan 1905 (Lehrbuch der Geologie für Realschulen, schwedisch)
- mit Alfred Elis Törnebohm (1838–1911): Berggrundskarta i 1: 200.000 öfvere s. Skane med beskrifning